# 天钩
天钩是中国古代星官名，属二十八宿北方玄武危宿，意为“厨房所用钩子”，天钩由九星组成，形成钩状，在现在通用的88星座中分别属于仙王座和天龙座。

## 天钩九星
- 天钩一，仙王座4，视星等5.59
- 天钩二，天龙座65，视星等5.24
- 天钩三，仙王座θ，视星等4.22
- 天钩四，仙王座η，视星等3.43
- 天钩五，仙王座α，视星等2.44
- 天钩六，仙王座ξ，视星等4.29
- 天钩七，仙王座26，视星等5.54
- 天钩八，仙王座ι，视星等3.52
- 天钩九，仙王座ο，视星等4.75